# Martine Froger
Martine Froger (Blois, 11 de junio de 1961) es una política francesa del Partido Socialista. En las elecciones parciales de 2023 fue elegida diputada por la 1.ª circunscripción de Ariège con el apoyo de la federación del Partido Socialista de Ariège pero sin la nominación de la dirección nacional de su partido que, apoyó a la diputada saliente de Francia Insumisa y candidata de la coalición NUPES Bénédicte Taurine.

## Primeros años de vida
Froger nació en Blois en Loir y Cher.

## Carrera profesional
Martine Froger es directora de una asociación de integración, el Centro de Apoyo Social a las Técnicas Agropastorales (CASTA).

## Carrera política
Militante del Partido Socialista, fue vicealcalde de Alzen y suplente del senador de Ariège Jean-Jacques Michau (fr). También fue miembro de la comunidad de municipios de Couserans-Pyrénées, donde fue responsable del sector de la educación y la juventud. Durante el congreso del Partido Socialista en Marsella en enero de 2023, firmó la moción de Refondations dirigida por Nicolas Mayer-Rossignol (fr).

### Elecciones de 2022
Durante las elecciones legislativas de Francia de 2022 en la primera circunscripción de Ariège, la federación del Partido Socialista de Ariège la nominó candidata del partido. Sin embargo, la dirección nacional del Partido Socialista apoyó a la diputada saliente de Francia Insumisa, Bénédicte Taurine, como parte de la coalición de izquierda NUPES. Froger fue eliminada en la primera vuelta llegando en cuarta posición, pero la elección fue posteriormente anulada por el Consejo Constitucional.

### Elecciones parciales de 2023
En las elecciones parciales de 2023, la dirección nacional del Partido Socialista apoyó una vez más a Bénédicte Taurine como parte de NUPES, pero la federación del Partido Socialista y los radicales del departamento de Ariège apoyaron a Froger como candidata.
Durante la primera vuelta, Martine Froger quedó segunda con un 26,4%, por detrás de Bénédicte Taurine con un 31,2%. Para la segunda vuelta contó con el apoyo de la candidata renacentista Anne-Sophie Tribout que fue eliminada en primera vuelta, así como de varias figuras socialistas, como Nicolas Mayer-Rossignol, Hélène Geoffroy, Carole Delga, Lamia El Aaraje y Michaël Delafosse (fr). Fuera del Partido Socialista, Guillaume Lacroix (fr) presidente del Partido Radical de Izquierda (PRI), le dio su apoyo; el ex primer ministro socialista Bernard Cazeneuve viajó a la circunscripción para apoyarla. Con la transferencia de votos de los votantes de Renacimiento, ganó la segunda vuelta el 2 de abril de 2023 con el 60,2% de los votos sobre una participación electoral del 37,9%. Martine Froger pidió a la dirección del Partido Socialista que solicitara ocupar su asiento en la Asamblea Nacional dentro del grupo socialista en la Asamblea Nacional.